# بیچ هد ۲۰۰۲
بیچ هد ۲۰۰۲ یک بازی تیراندازی اول شخص است که در سال ۲۰۰۲ عرضه شد.